# ماونت کارمل، پنسیلوانیا
ماونت کارمل، پنسیلوانیا (به انگلیسی: Mount Carmel, Pennsylvania) یک سکونتگاه مسکونی در ایالات متحده آمریکا است که در شهرستان نورث‌آمبرلند، پنسیلوانیا واقع شده‌است.

## خصوصیات
ماونت کارمل ۵٬۸۹۳ نفر جمعیت دارد.